# West Allis, Wisconsin
West Allis là một thành phố thuộc quận Milwaukee, tiểu bang Wisconsin, Hoa Kỳ. Năm 2000, dân số của thành phố này là 61254 người.